# Маунт Оливет (Кентаки)
Маунт Оливет (енгл. Mount Olivet) град је у америчкој савезној држави Кентаки.

## Демографија
По попису из 2010. године број становника је 299, што је 10 (3,5%) становника више него 2000. године.
| Група             | 2000.       | 2010.       |
| Белци             | 283 (97,9%) | 297 (99,3%) |
| Афроамериканци    | 0 (0,0%)    | 0 (0,0%)    |
| Азијати           | 0 (0,0%)    | 0 (0,0%)    |
| Хиспаноамериканци | 4 (1,4%)    | 0 (0,0%)    |
| Укупно            | 289         | 299         |